# Pers (machine)

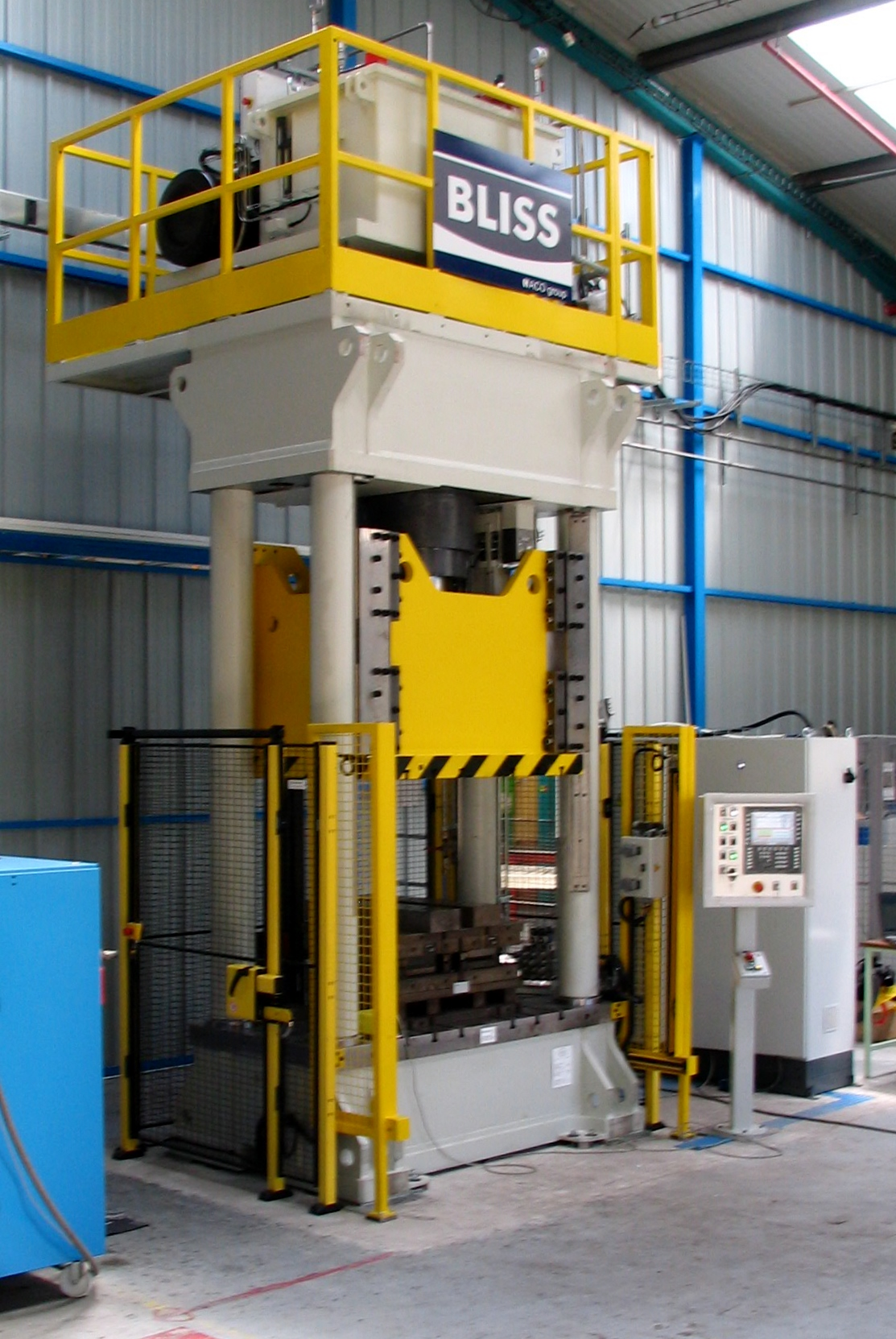
Een hydraulisch pers 400T

Pers met veiligheidsvoorziening

Een pers of machinepers is een werktuig dat een hoge druk uitoefent op een voorwerp of op materiaal dat erin wordt gebracht. Persen kunnen verschillende toepassingen hebben:
In de metaalbewerking worden persen gebruikt om metaal (vaak staal) te bewerken door de vorm en interne structuur te veranderen. Deze bewerking is een vormgevingstechniek. Persen brengen druk over door middel van hulpenergie en krachtoverbrenging op een materiaal, dat daardoor wordt vervormd. Deze bewerking werkt ook voor thermoplastische kunststoffen, die bij verhoogde temperatuur worden vormgegeven. Dit proces wordt thermovormen genoemd.
Bij afvalverwerking worden persmachines gebruikt om het afval te verkleinen. Dit kan bijvoorbeeld bij papier, karton, blik, plastic folie en restafval. Vaak wordt het afval samengeperst tot zogenoemde balen. 
Bij de verwerking van grondstoffen worden persen gebruikt om vloeistoffen uit vruchten en zaden te winnen. Zo gebruikt men een wigpers om olie uit zaden te slaan en een wijnpers om het sap uit druiven te persen.
Persen worden onderscheiden naar de vorm van aansturing (handmatig, mechanisch, pneumatisch en hydraulisch) of naar de structuur of het doel van de pers.

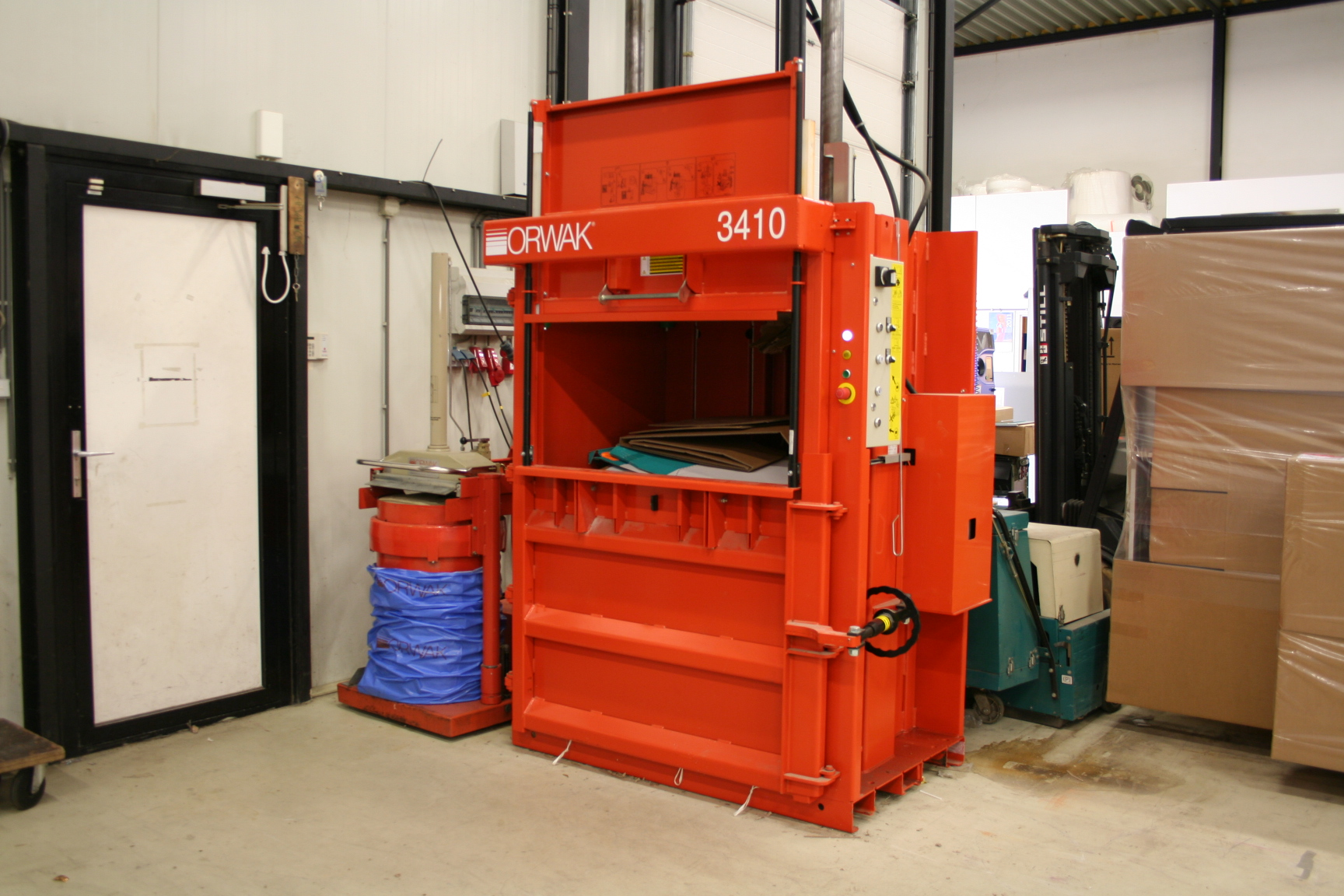
Balenpers
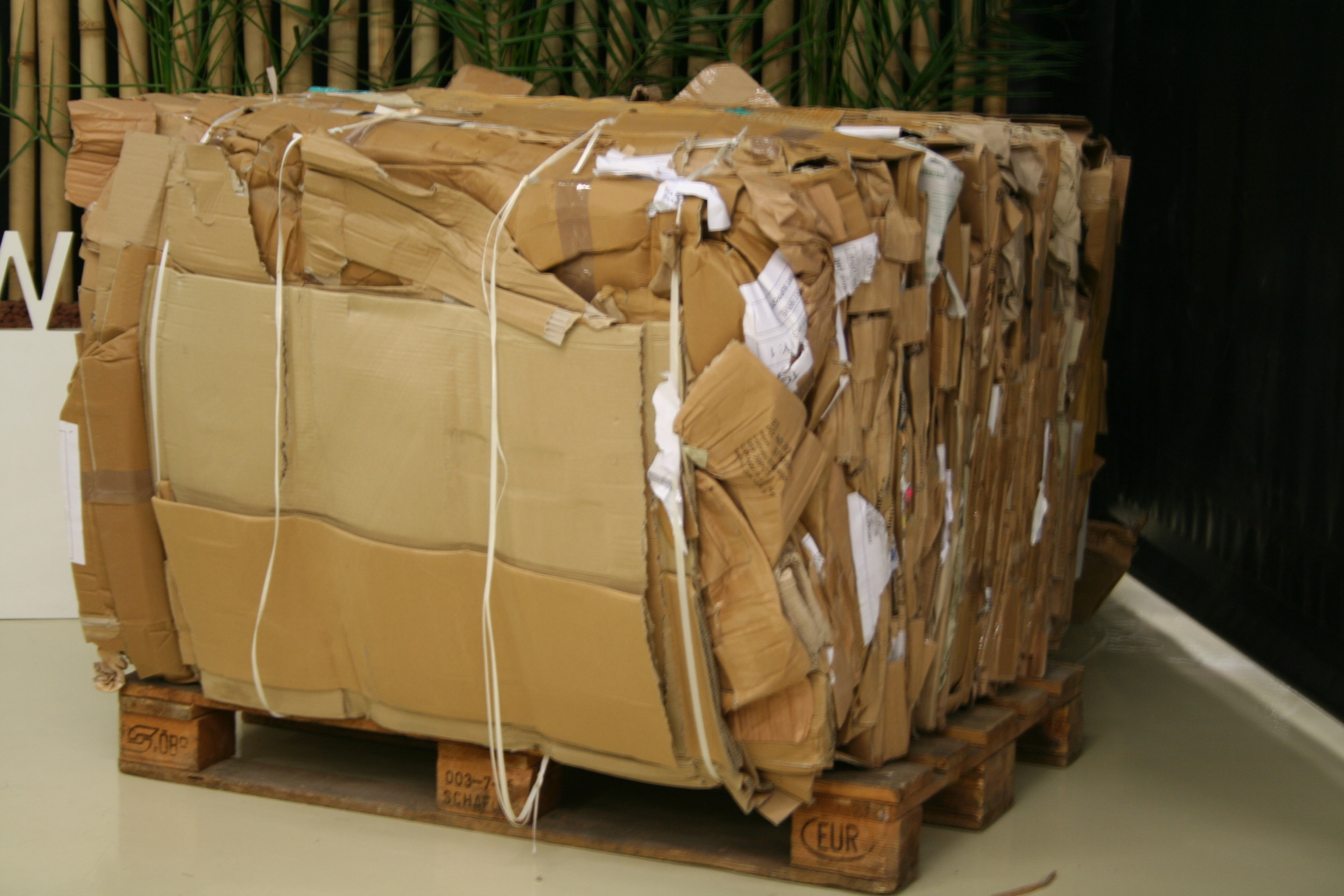
Gebaald karton
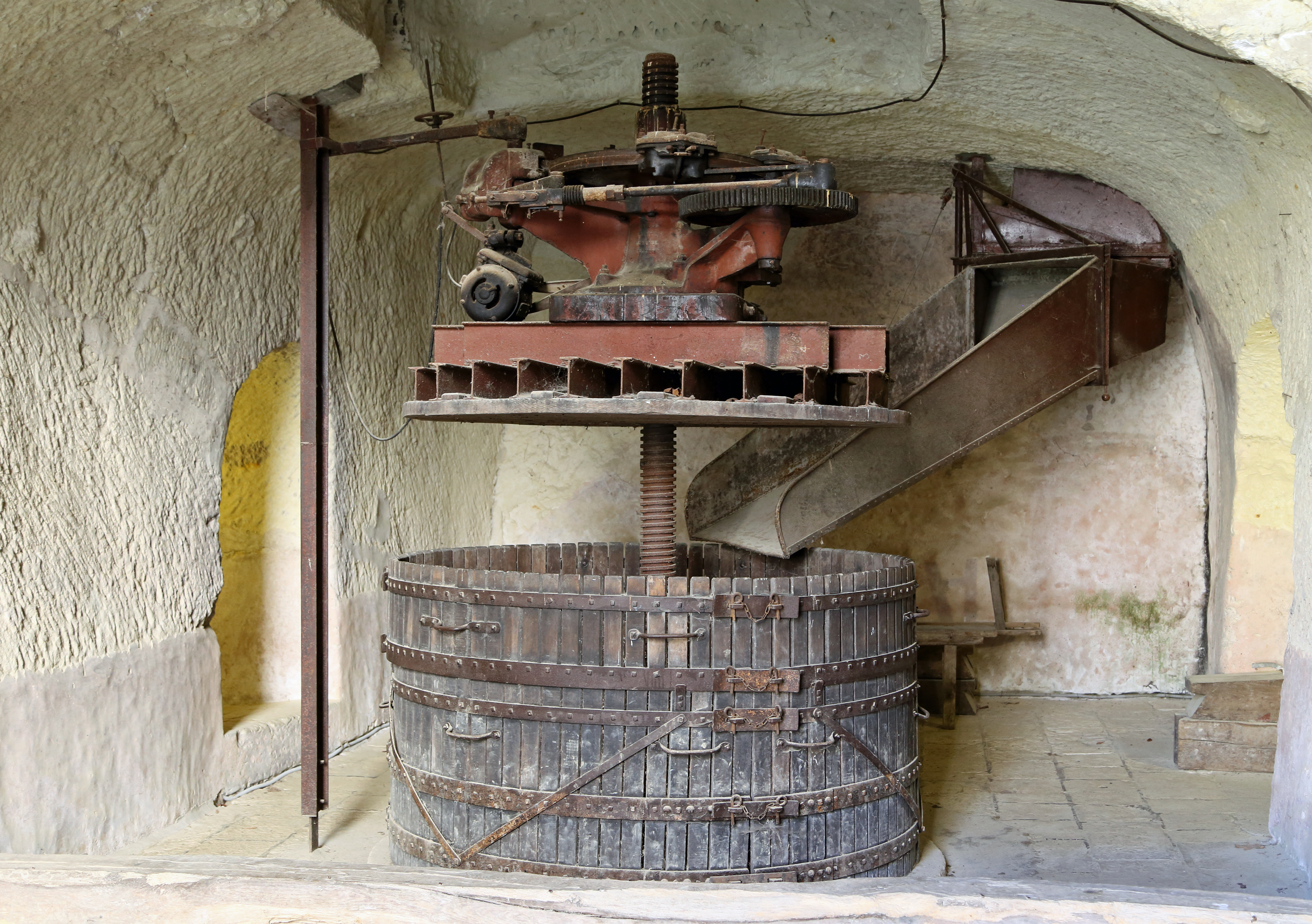
Een oude wijnpers in de kelders van het kasteel van Brézé (Frankrijk)